# 531 زيرلينا
531 Zerlina هو كويكب، يقع ضمن حزام الكويكبات. اكتشف في 12 أبريل 1904. وقد اكتشفه ماكس فولف.

## روابط خارجية
- 531 زيرلينا في قاعدة بيانات مختبر الدفع النفاث لأجرام النظام الشمسي الصغيرة

- الاكتشاف · مخطط المدار ·  العناصر المدارية · المعلمات المادية

- 531 زيرلينا على موقع ويكي سكاي: DSS2, SDSS, GALEX, IRAS, Hydrogen α, X-Ray, Astrophoto, Sky Map, Articles and images